# 木遣り橋
木遣り橋（きやりばし）は、東雲運河をまたぎ東京都江東区豊洲と同区有明を結ぶ有明通りの橋。同じく同運河をまたぐ有明北橋と平行するように架かる。2006年（平成18年）11月24日開通。全長246メートル。横幅50メートル。
一般道の上に首都高速10号晴海線が通る、2階層のような構造となっている。橋の直上の10号晴海線には晴海・豊洲の両入口の料金所が設置されている。

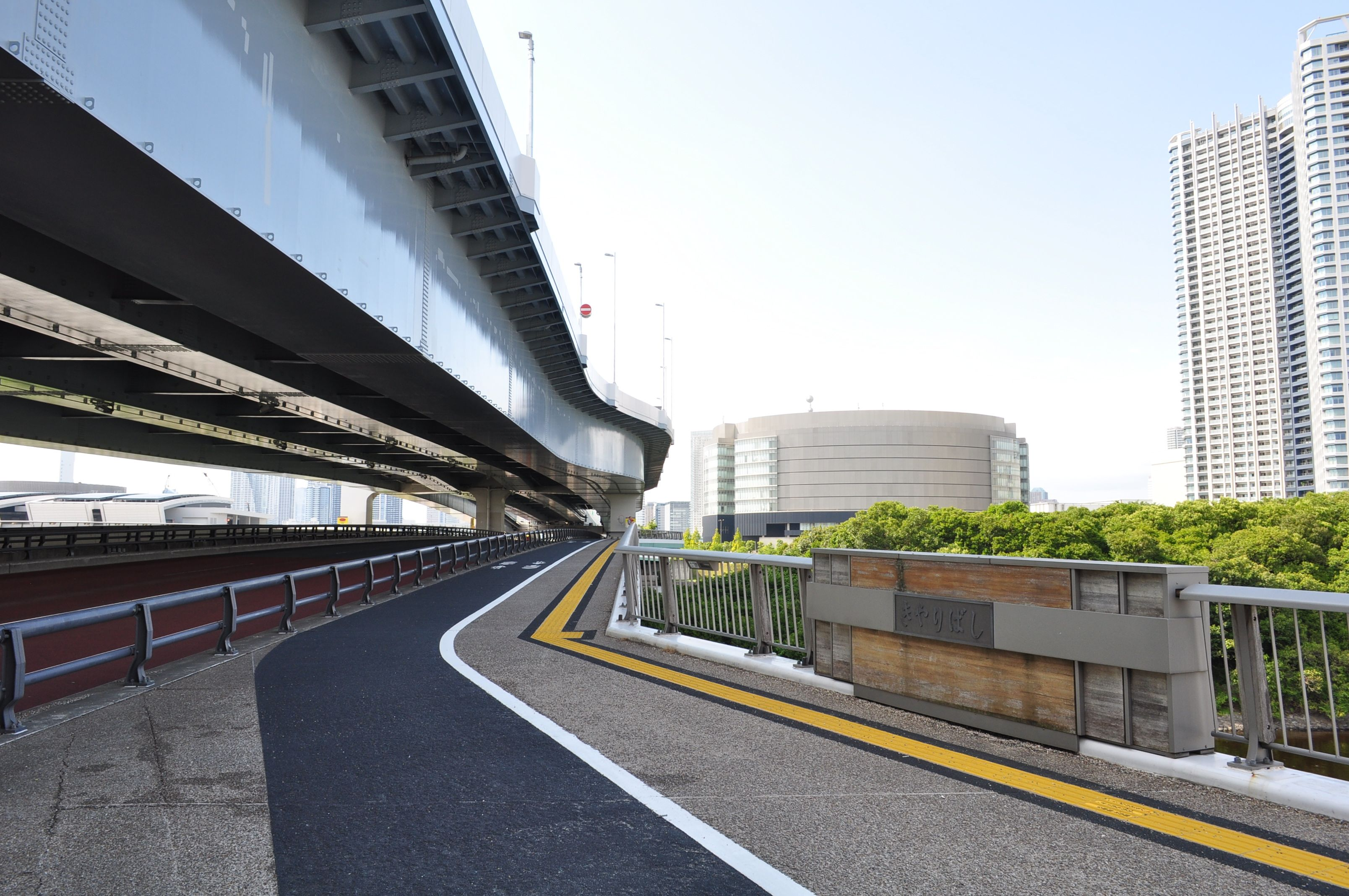
江東区有明側（2018年5月24日撮影）
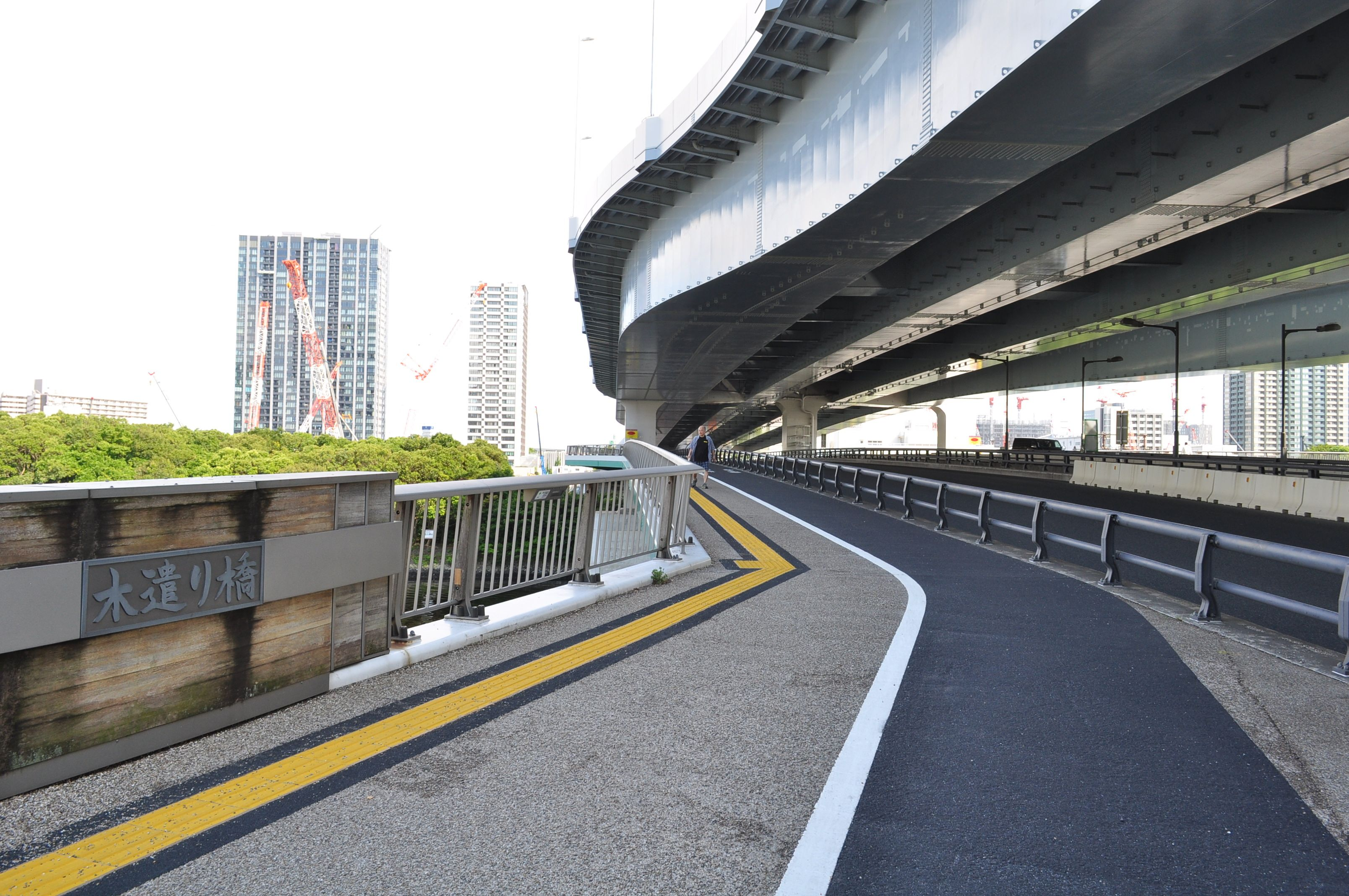
江東区豊洲側（2018年5月24日撮影）
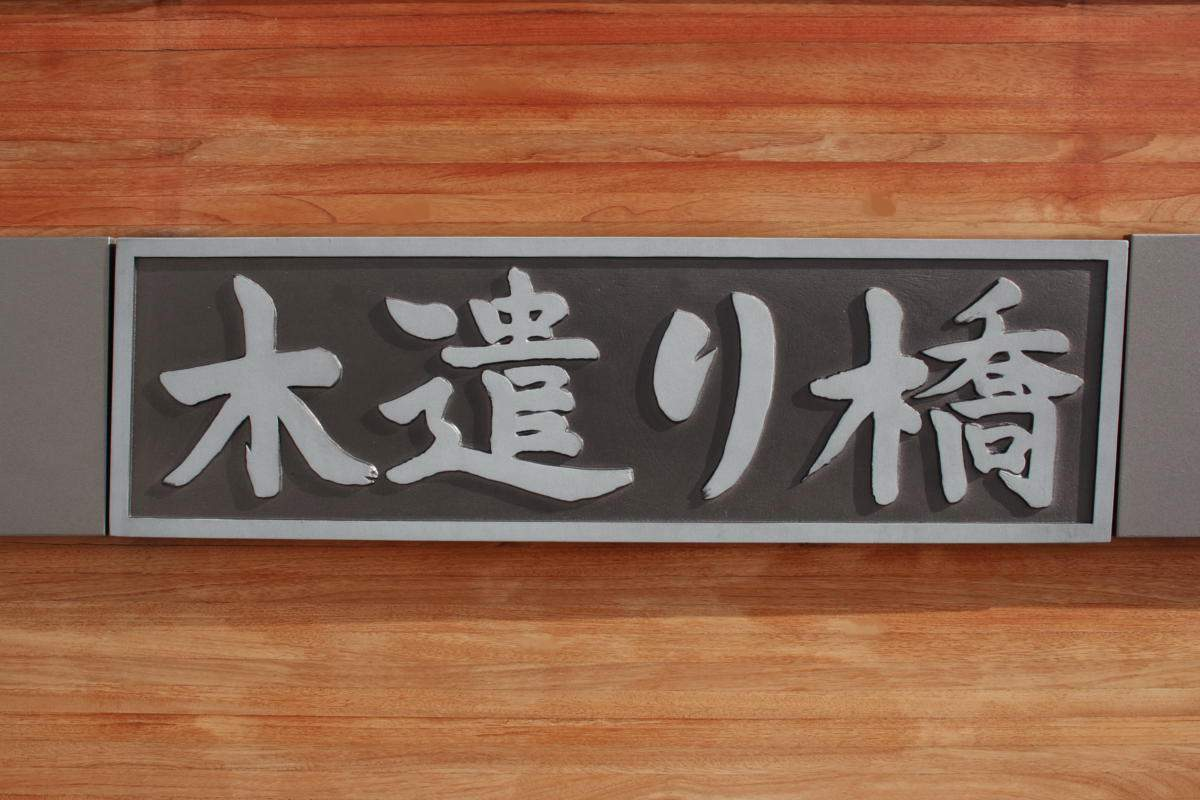
木遣り橋の銘板

## 名の由来
この木遣り橋という名称は、この地帯が戦前より貯木場であったことに由来する。また、旧防波堤（中洲の緑地）南側に存在していた有明貯木場は、当時、東京都の保有する貯木場の中で最大規模を誇っていた。木材を大量に運搬・貯木（遣り繰り）していた過去を後世に伝えるための名称である。

## 周辺施設
- 東京電力新豊洲変電所・テプコ豊洲ビル（ビッグドラム）
- ゆりかもめ東京臨海新交通臨海線・新豊洲駅
- 東京都中央卸売市場豊洲市場
- 有明アリーナ
- 有明体操競技場

## 隣の橋
（上流）（東雲運河）東雲橋－木遣り橋－有明北橋―富士見橋（下流）